# 科納松雀
是一種夏威夷特有的雀，生活在海拔1000—1800米。在最初發現牠們時，其數量就已經很稀少，約每4平方里只有一隻，而最後的標本是於1894年採集的。有關牠們滅絕的原因不明。在可愛島、歐胡島及茂宜島有發現牠們的化石。

## 發現
科纳松雀是夏威夷的特有種，生活在科納海拔5000呎以上的地區。在Scott Barchard Wilson最初到訪夏威夷時，科纳碧雀的數量已很稀少。最後觀察到牠們是於1887年，在四個星期內只見到三隻科纳碧雀。牠們稀少的程度就連夏威夷原住民也未曾替牠們起名，而Wilson的報告亦只是一些筆記。

## 習性
科纳松雀在其棲息地並不怎麼起眼。牠們並不活躍，多獨自出沒，且比較寂靜，為了食物才會出來。牠們主要吃檀香苦檻蘭果實的種子，這種果實外殼堅硬，所以牠們大部份時間都是在打開果實。牠們的喙及頭部因而十分強壯，喙上經常都很骯髒，很可能是黏上了果實的東西。由於這種果實多生長在中期的熔岩流上，故牠們多出沒於這些地方，有時亦會在森林的開放地區出沒。

## 外部連結
- 科纳松雀立體圖 （页面存档备份，存于）